# Andrew Lansley
Andrew David Lansley, baron Lansley (ur. 11 grudnia 1956 w Hornchurch) – brytyjski polityk, członek Partii Konserwatywnej, w latach 1997–2015 poseł do Izby Gmin. W latach 2010–2012 minister zdrowia Wielkiej Brytanii, od 2012 do 2014 przewodniczący Izby Gmin. Od 2015 par dożywotni.

## Życiorys

### Doradca polityczny
Ukończył studia politologiczne na University of Exeter i podjął pracę w służbie cywilnej. W 1984 został osobistym sekretarzem ówczesnego ministra handlu i przemysłu, Normana Tebbita. Towarzyszył Tebbitowi w okresie po zamachu Irlandzkiej Armii Republikańskiej na hotel w Brighton, przeprowadzony 12 października 1984, gdzie w związku z partyjną konferencją zatrzymało się całe przywództwo Partii Konserwatywnej na czele z premier Margaret Thatcher. Wskutek wybuchu podłożonej przez IRA bomby zginęło pięć osób, żona Tebbita została osobą trwale niepełnosprawną, a sam minister również odniósł rany.
W 1990 Lansley odszedł ze służby cywilnej i został etatowym pracownikiem Partii Konserwatywnej, odpowiedzialnym za kierowanie pracami partyjnego think tanku, Conservative Research Department. W 1992 kierował kampanią wyborczą Partii Konserwatywnej przed wyborami do Izby Gmin, które zakończyły się zwycięstwem torysów i przedłużeniem o pięć lat okresu rządów Johna Majora. Za zasługi z tego okresu został odznaczony Orderem Imperium Brytyjskiego III klasy (CBE), jednak przypłacił swoją ciężką pracę wylewem.

### Poseł i minister
W kolejnych wyborach, w 1997 roku, sam został kandydatem i zdobył mandat parlamentarny. W 2001 został wiceprzewodniczącym (czyli, przenosząc terminologię brytyjską na polską, zastępcą sekretarza generalnego) partii. Odmówił wejścia do gabinetu cieni kierowanego przez Iaina Duncana Smitha, przyjął za to podobną propozycję od jego następcy Michaela Howarda, który powierzył mu kwestie zdrowia. Pozostał na tym stanowisku również pod rządami kolejnego lidera konserwatystów, Davida Camerona.
Po wyborczym zwycięstwie torysów w wyborach w 2010 roku był naturalnym kandydatem na stanowisko ministra zdrowia, które objął 12 maja 2010 roku. Podczas rekonstrukcji rządu we wrześniu 2012 został przeniesiony na urząd przewodniczącego Izby Gmin. Stracił to stanowisko w 2014, w czasie następnej rekonstrukcji. Lansley postanowił nie kandydować w wyborach w 2015 roku i zrezygnował z mandatu parlamentarnego pod koniec marca 2015, na nieco ponad miesiąc przed oficjalnym zakończeniem kadencji. Jego następczynią w okręgu wyborczym South Cambridgeshire została partyjna koleżanka Heidi Allen.

### Izba Lordów
W październiku 2015 nadany mu został tytuł barona (Baron Lansley of Orwell in the County of Cambridgeshire). Tym samym wszedł w skład Izby Lordów jako par dożywotni.